# Anne Meiwald
Anne Meiwald, née le 15 mars 1995 à Worms, est une footballeuse anglaise et allemande évoluant au poste de défenseur à Watford.

## Biographie
Anne Meiwald commence sa carrière dans le centre de formation des Lincoln Ladies avant de rejoindre Chelsea en 2014. Elle participe activement à la victoire de Chelsea en Coupe d'Angleterre et au Championnat d'Angleterre en 2015.
En 2018, elle rejoint Tottenham, où elle inscrit son premier but professionnel lors de la saison 2018-2019.
Depuis 2019, elle évolue à Watford, où elle devient une joueuse clé en défense. En 2023, elle aide son équipe à atteindre les demi-finales de la FA Women's Championship.

## Palmarès
- Championne d'Angleterre en 2015 avec Chelsea[4]
- Vainqueur de la Coupe d'Angleterre en 2015 avec Chelsea[1]

## Statistiques
| 2014-2015 | Chelsea   | Super League | 15 | 0 | FA Cup | 4  | 0 | Total | 19 | 0 |
| 2018-2019 | Tottenham | Championship | 15 | 1 | FA Cup | 3  | 0 | Total | 18 | 1 |
| 2019-2024 | Watford   | Championship | 62 | 3 | FA Cup | 12 | 1 | Total | 74 | 4 |